# Tomás Cipriano Mosquera
Tomás Cipriano Mosquera (Popayán, 26 settembre 1798 – Puracé, 7 ottobre 1878) è stato un politico colombiano.
È stato presidente della repubblica di Nuova Granada dal 1845 al 1849 e della Colombia dal 1863 al 1867. A causa del suo governo quasi dittatoriale, venne successivamente esiliato in Perù, dove rimase per tre anni, per poi tornare in patria dove fu senatore e governatore del Cauca.

## Biografia[2][3]
Nacque il 26 settembre 1798 nella città di Popayán, sesto tra i dieci figli di José María Mosquera-Figueroa y Arboleda e María Manuela Arboleda y Arrachea. Diversi dei suoi fratelli si distinsero nell'attività pubblica, in particolare Joaquín, che divenne Presidente della Repubblica della Nuova Granada.
Non conseguì mai nessun titolo di studio, interessandosi però alle lingue straniere, tra le quali spiccano l'italiano con una sua traduzione del Tasso, la scienza, la storia e la geografia.
Nella sua vita si sposò due volte: la prima moglie fu Mariana Arboleda y Arroyo, la seconda María Ignacia Arboleda.
Morì all'età di ottant'anni. I suoi resti sono conservati nel Panteón de los Próceres di Popayán.

## Attività militare
Nel 1814, all'età di 16 anni, entrò nell'esercito guidato da Antonio Nariño per l'indipendenza delle colonie sudamericane dalla Spagna.
La sua carriera politica ebbe fin da subito un'ascesa vorticosa: già tenente nel 1816, venne fatto prigioniero durante la battaglia di Cuchilla del Tambo, ed una volta liberato venne nominato Capitano della Prima Compagnia del Battaglione di Riserva, nonché comandante di Popayán e della guardia civica relativa; nel 1822 divenne tenente colonnello, dopo due anni colonnello. Dal 1821 era membro dello Stato Maggiore Generale, divenendo segretario generale del patriota e amico personale Simón Bolívar.
Nel 1824 si scontrò con il colonnello dell'esercito spagnolo Agustín Aqualonga, a Barbacoas, uscendone ferito ma ottenendo il titolo di governatore della provincia, appena conquistata, della Buenaventura.
Nel 1829 venne nominato generale dello Stato Maggiore, avendo l'occasione di viaggiare in Europa e negli Stati Uniti, nonché in Perù in vece di ambasciatore.
A questo punto diversi territori nella zona settentrionale del Sud America si erano uniti per formare la Grande Colombia, istituzionalizzata dal Congresso di Cúcuta. Secondo le speranze di Bolivar, la Repubblica avrebbe dovuto espandersi per tutti i possedimenti delle ex-colonie spagnole nel Nuovo Mondo, ma ben presto nacquero disordini interni che finirono per sfaldarne le provincie in Stati indipendenti:  Ecuador, Venezuela e Nuova Granada (odierna Colombia e Panama), separatesi formalmente nel 1830 con la Convenzione di Ocaña.

## Attività politica[3]
Impegnandosi nella carriera politica, si accostò alle ideologie conservatrici di Bolivar, in opposizione alle liberali del vice Francisco de Paula Santander.
Dapprima congressista, venne nominato Segretario della Guerra nel governo di José Ignacio de Márquez, occupandosi nel 1840 della Guerra de los Supremos, la prima guerra civile colombiana. Gli insurrezionisti erano i cosiddetti "supremos", ossia dei comandanti militari dell'opposizione liberale al governo conservatore in carica.

### Prima presidenza
Nel 1845 si candida come esponente del Partito Conservatore, vincendo le elezioni presidenziali.
La sua politica si concentrò sul commercio. Potenziò le esportazioni di oro e tabacco, risorsa principale del Paese, anche grazie all'abolizione delle tasse coloniali, con l'aiuto del ministro Florentino González. Sotto il suo governo venne firmato il Trattato Mallarino-Bidlack, anche noto come Trattato di Pace, Amicizia, Navigazione e Commercio con gli Stati Uniti d'America; l'argomento principale del documento era la gestione del traffico lungo il Canale di Panama.
In campo religioso, diede inizio alla crisi tra lo Stato colombiano e la Chiesa cattolica: il 25 aprile 1845 promulgò una legge che prevedeva una superiorità statale sulla Chiesa, scatenando le critiche di papa Gregorio XVI.
Fu lui ad incaricare l'architetto danese Thomas Reed, conosciuto per le sue numerose opere in America Latina, di progettare il Capitolio Nacional de Colombia, sede del Congresso della Repubblica Colombiana. Fondò l'istituto culturale Caldas.

### Periodo di ritiro
Al termine del mandato, al momento di lasciare il governo al successore José Hilario López, Mosquera si era guadagnato le critiche del partito conservatore per via della politica liberale.
Ritirandosi dalla politica, per un periodo di cinque anni si dedicò alla redazione di saggi scientifici e alla gestione della sua attività commerciale con sedi a Panama ed in America, Mosquera Herrán Ltda., fallita anni dopo.

### Ritorno alla politica e seconda presidenza
Nel 1854 torna per combattere il governo del generale José María Melo, impossessatosi illegittimamente del potere a discapito del presidente effettivo José María Obando; Melo venne sconfitto nel dicembre dello anno con la presa da parte di Mosquera di Bogotà.
Entrato nella Camera nei Rappresentanti prima e in Senato poi, si occupò di consolidare l'ideologia del partito liberale, di cui era ormai membro. Nel 1858 partecipò alla redazione della Costituzione di quell'anno (che tra l'altro stabiliva il passaggio dello Stato da Repubblica di Nuova Granada a Confederazione Granadina), e successivamente venne nominato Governatore del Cauca.
Nonostante la recente occasione di concordia voluta dalla Costituzione, ben resto si presentarono diverse tensioni tra le due principali correnti politiche del Paese. Il governo conservatore operava una politica centralizzante, diversa da quella federale stabilita nel '58; l'emanazione di due leggi, rispettivamente l'8 aprile e il 10 maggio, ritenute anticostituzionali da Mosquera, lo spinsero ad organizzarsi con altri esponenti del partito liberale per un'insurrezione.
Ribellandosi, l'8 maggio 1860 dichiarò il Cauca indipendente dalla Repubblica di Nuova Granada, causando uno scontro civile armato terminato solo due anni più tardi, con la vittoria liberale, e la deposizione del presidente conservatore Mariano Ospina Rodríguez.
A questo punto venne nominato Presidente provvisorio dell'Unione, Governatore di Cauca, Antioquia, Santander e Tolima, nonché Supremo Direttore della Guerra. Subito il suo partito tentò di limitarne il potere stilando la Costituzione del 1863, che lo vide nominato Presidente provvisorio, e cambiò ulteriormente il nome della nazione in Stati Uniti di Colombia.
La sua seconda presidenza lo vide continuare lo scontro con la Chiesa Cattolica, con l'intento di minarne i privilegi economici.

### Terza presidenza
Ufficialmente presidente per la terza volta, si dovette occupare di una guerra contro l'Ecuador, con il quale vi erano tensioni dai tempi della Grande Colombia; vinse lo scontro nel 1863 alla Battaglia di Cuaspud.
La sua attitudine anticlericale culminò con l'espulsione dei Gesuiti dal territorio nazionale.

### Quarta presidenza e colpo di Stato
Quando nel 1866 venne rieletto presidente per la quarta volta, aveva perso l'appoggio di ogni partito; i liberali non si identificavano con la sua politica dittatoriale, che a un certo punto determinò la chiusura delle sessioni ordinare al Congresso.
A questo punto il partito conservatore organizzò un colpo di Stato militare per mano del generale Santos Acosta ed il colonnello Daniel Delgado Paris, per opera del quale Mosquera venne deposto ed esiliato per un periodo di tre anni.
Una volta tornato, si ricandidò con scarsi risultati alla Presidenza, ottendendo di ricoprire ancora una volta la presidenza di Cauca nel '73. Nel '76 fu senatore.

## Opere[3]
Studioso di lingue e scienze, nel corso della sua vita fu un membro attivo della Società Geografica di New York,della Società di Agronomia di Parigi, dell'Istituto Storico e Geografico del Brasile, e co-fondatore della Società Regale delle Antichità della Danimarca del Nord. Scrisse, relativamente al campo della geografia:
- Compendio de Geografía General, Política, Física y Especial de los Estados Unidos de Colombia, 1866
- Memoria sobre geografía física y política de Nueva Granada, 1882